# Борживой
Борживой I (на чешки: Bořivoj I.) е първият християнски владетел на Чехия (Бохемия), за когото има сигурни исторически сведения, и основател на династията на Пршемисловците. Източник на данни за ранните бохемски крале са Фулденските анали, Кристияновите легенди и Чешката хроника на Козма Пражки.

## Произход
Според легендите е син на чешкия княз Хостивит и с това потомък на митичните принцеса Либуше и Пшемисъл Орач.
През втората половина на IX век родът на Борживой владее териториите на Средна Бохемия около днешния град Прага. За седалище им служи градището Леви Храдец, което е един от двата укрепени центъра в целите Южна и Северозападна Бохемия. Благодарение на подкрепата на великоморавските князе Пшемисловци се издигат като един от най-могъщите родове в страната.

## Управление
Начало на управлението на Борживой Пшемисъл е през 867 г. Според една теория той е на около петнадесет тогава и е протеже на Святополк Великоморавски. Възможно е Борживой да е имал кръвно родство с великоморавските Моймировичи, като може би е и израснал в техния двор.
През 870 г. Борживой се обявява за независим княз (на чешки: kníže; на латински: dux; на английски: prince; на немски: herzog) на бохемците. През 872 г. титлата е призната от великоморавския княз Святополк, който обаче смята Борживой за свой васал. Според Фулденската летопис през май същата година няколко чешки князе – Сватослав, Витислав, Хериман, Спитимир и Мойслав-Горивей са изпратени срещу саксонците и Източнофранкското кралство на Лудвиг Немски. Те обаче се скарват помежду си за водачеството, губят значителен брой от хората си убити и ранени, някои също и удавени в река Вълтава, и се връщат покрити със срам. Някои от тези князе се опитват да започнат война, но явно безуспешно, защото само Горивей-Боривой се споменява в източника и след това.
През 875 г. Борживой се жени за Людмила от рода Пшовани на племето лужицки сърби. Този несъмнено политически брак илюстрира владелчески амбиции и продуцира поколение, от което са известни само двамата синове и наследници Спитигнев и Вратислав.
През 883 г. избухва бунт на чехите срещу Великоморавия и за кратко Борживой живее в изгнание в Бавария. Явно в акт на помирение Борживой и Людмила са покръстени от архиепископът на Моравия Методий, с което започва и християнизацията на Бохемия. Според легендата чешкият княз решава да се покръсти след аудиенция при княз Святополк, на която езичниците срамно седят на пода, докато християните седяха на столове. Кръщението на Борживой в Моравската църква се счита за един от първите актове и усилия срещу експанзионистичните настроения на баварските монарси и епископи.
Борживой умира около 889 г. преди да навърши четиридесет и е наследен от сина си Спитигнев.

## Галерия
- Християнското кръщение на Боривой
Библията на Велислав Каноник, Клементинум, Прага
- Kръщението на Борживой, Вацлав Марковски (1789 – 1846)
- Църквата „Свети Климент“ в Леви Храдец – първият християнски храм в Бохемия, основана от Боривой